# Camptoscelis hottentota
Camptoscelis hottentota is een keversoort uit de familie van de loopkevers (Carabidae). De wetenschappelijke naam van de soort werd in 1795 als Scarites hottentota gepubliceerd door Guillaume-Antoine Olivier.